# 2-丁烯
2-丁烯是一种烯烃，化学式C4H8。它有顺反异构，是拥有此性质的最简单烯烃。因此，它具有两种异构体，分别是顺-2-丁烯与反-2-丁烯。
2-丁烯是石化产品，由石油催化裂化或乙烯二聚产生。它主要用于生产丁二烯。
2-丁烯的顺反异构体由于沸点相近（顺-2-丁烯~4 °C；反-2-丁烯~1 °C），难以通过蒸馏分离。不过，它们的化学性质相似，因此通常无需分离。工业上的2-丁烯混合物包括70%的顺-2-丁烯和30%的反-2-丁烯，以及少量的丁烷、1-丁烯、异丁烯、丁二烯、丁炔杂质。

## 取得
由第二丁基氯之去鹵化氫反應形成反-2-丁烯，副產物為氯離子和水分子
{\displaystyle \ C_{4}H_{9}Cl+OH^{-}\to C_{4}H_{8}+Cl^{-}+H_{2}O}
此反應仍會產生少量的1-丁烯和順-2-丁烯